# Prismatomeris beccariana
Prismatomeris beccariana là một loài thực vật có hoa trong họ Thiến thảo. Loài này được (Baill. ex K.Schum.) J.T.Johanss. miêu tả khoa học đầu tiên năm 1987.